# دير القن (المفرق)
دير القن منطقة سكنية تقع في لواء البادية الشمالية، محافظة المفرق في الأردن. تنتمي المنطقة لقضاء دير الكهف الذي يضم 17 منطقة. يقدر عدد سكانها بـ 232 نسمة حسب إحصاء 2015.

## الوصلات الخارجية
- دائرة الاحصاءات العامة